# Idioma torau
Torau es una lengua austronesia hablada en la costa este de Bougainville, Papúa Nueva Guinea.